# Máté Roland
Máté Roland (Kortrijk, 1994. december 4. –) magyar labdarúgó, kapus, labdarúgóedző. Jelenleg a DVSC NB1-es felnőtt csapatának asszisztens edzője. Máté Csaba edző fia.

## Játékosként
2000-ben a belga Harelbeke utánpótláscsapatában edződött. 2001-ben hazatért Magyarországra, Szekszárdon játszott 8 évig. Onnan Szombathelyre az Illés Akadémiára került, ahol egy évet töltött el. Paksra 2010 nyarán igazolt. Tagja volt az U17, U19, U21, tartalékcsapatnak, valamint Horváth Ferenc edzőségétől kezdve a felnőtt keret tagja volt. Csertői Aurél irányítása alatt bemutatkozhatott az első csapatban Liga kupa mérkőzéseken, éppen a Ferencváros csapata ellen debütálhatott tétmérkőzésen a nagyok között.

## Edzőként
2015 nyara óta a Ferencváros U17-es csapatának asszisztens edzője. 2017-től pedig az U19-es csapat mellett dolgozott több, mint 2 éven keresztül. Majd az U13, U14, U15, U16 és U17-es csapatoknál vezetőedzői feladatokat látott el. 2024-ben pedig 9 év után távozott a klubtól és a DVSC NB1-es csapatának asszisztens edzője lett, mindössze 29 évesen.